# Stausee Otvice
Der Stausee Otvice, früher Großer Teich (tschechisch Nádrž Otvice oder Velký otvický rybník „Großer Otvicer Teich“) ist ein Brauchwasserreservoir in Tschechien.

## Geographie
Der Stausee befindet sich im Nordböhmischen Becken, zwei Kilometer  nordöstlich des Stadtzentrums von Chomutov auf den Fluren von Chomutov in 339 m ü. M.  Gestautes Gewässer ist der Hutní potok, der im Stausee seinen Ursprung nimmt. Nördlich des Sees verläuft die Bahnstrecke Ústí nad Labem–Chomutov.
Der Stausee Otvice ist der obere und größte einer Kaskade von drei Teichen entlang des Hutní potok bis an die Gemeinde Otvice.  Nach Osten schließen sich der Prostřední otvický rybník (Mittlerer Teich) und der Malý otvický rybník (Haberlteich) an.  Der unmittelbar westlich gelegene Kamencové jezero (Alaunsee) ist ein Restloch einer alten Alaungrube. Im Nordwesten und Norden liegen mit dem Kamenný rybník (Steinteich) und Červený rybník (Roter Teich) weitere kleine Teiche.

## Geschichte
Der frühere Fischteich Velký otvický rybník wurde zwischen 1963 und 1967 durch das Unternehmen Wasserbau 06 Jirkov zu einem Stausee erweitert. Seine wasserwirtschaftliche Nutzung begann 1971 und er wurde zu einem der Ersatzreservoire für den Stausee Dřínov.
Der  Stausee besitzt einen vier Meter hohen Damm. Dieser besteht aus dem  Hauptdamme nach Nordosten zum Prostřední otvický rybník und einem Seitendamm nach Südosten. Die Dammkrone hat eine Länge von insgesamt 1,35 km und ist am Hauptdamm drei Meter breit. Der Stausee mit einer Wasserfläche von 16,95 ha dient der Brauchwasserversorgung und fasst 445.000 m³ Wasser.
Zusammen mit dem als Badesee dienenden Alaunsee bildet er ein zusammenhängendes Erholungsgebiet. Der Stausee Otvice ist für Motorboote zugelassen und hat eine 780 m Schleppstrecke für Wasserski, die die längste in Tschechien ist.